# Vincy (Vaud)
Vincy est un hameau de la commune de Gilly, située au nord-est de la commune à qui elle a donné son nom aux vins de la commune, les coteaux de Vincy.

## Monuments
Le château de Vincy, intéressant bâtiment du XVIIIe siècle.